# ألبرتو كارديناس
ألبرتو كارديناس (بالإسبانية: Alberto Cárdenas Jiménez) هو سياسي مكسيكي، ولد في 4 أبريل 1958 في ثيوداد جوثمان في المكسيك. حزبياً، نشط في حزب العمل الوطني. وقد انتخب عضو مجلس الشيوخ من المكسيك.